# 로미오 로젤리

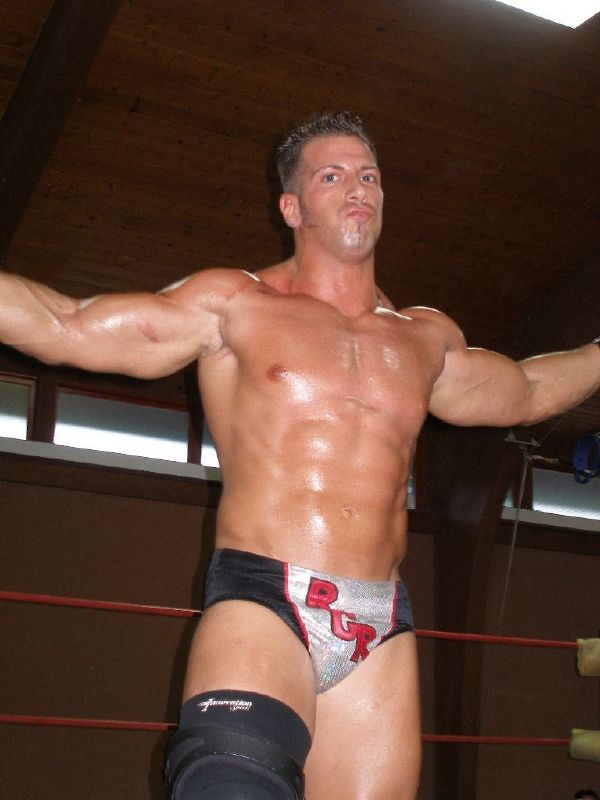
로미오 로젤리

조반니 로셀리(Giovanni Roselli, 1980년 9월 23일 ~ )는 미국의 프로레슬링선수로 로미오 로젤리(Romeo Roselli)라는 링네임으로 잘 알려져 있다. 키는 186cm 몸무게는 100kg이다.